# Памятник Карлу Марксу (Тольятти)
Памятник Карлу Марксу — один из памятников города Тольятти. Памятник взят под охрану постановлением Городской Думы Тольятти как объект монументального искусства.

## Описание
Памятник находится на пересечении улиц Карла Маркса и Молодёжного бульвара. Представляет собой бюст на постаменте, возвышающемся на подиуме. Бюст — 90 см высотой, первоначально был изготовлен методом выколотки из алюминия, тонирован под бронзу. Постамент высотой 2,3 м изготовлен из розового гранита. На лицевой грани постамента надпись: «Карл Маркс». Подиум бетонный, облицован плиткой.

## Авторы
Авторы памятника: архитекторы В. З. Гуревич и А. В. Медведков. Скульптор И. С. Бурмистенко. Реставратор: В. А. Фомин.

## История

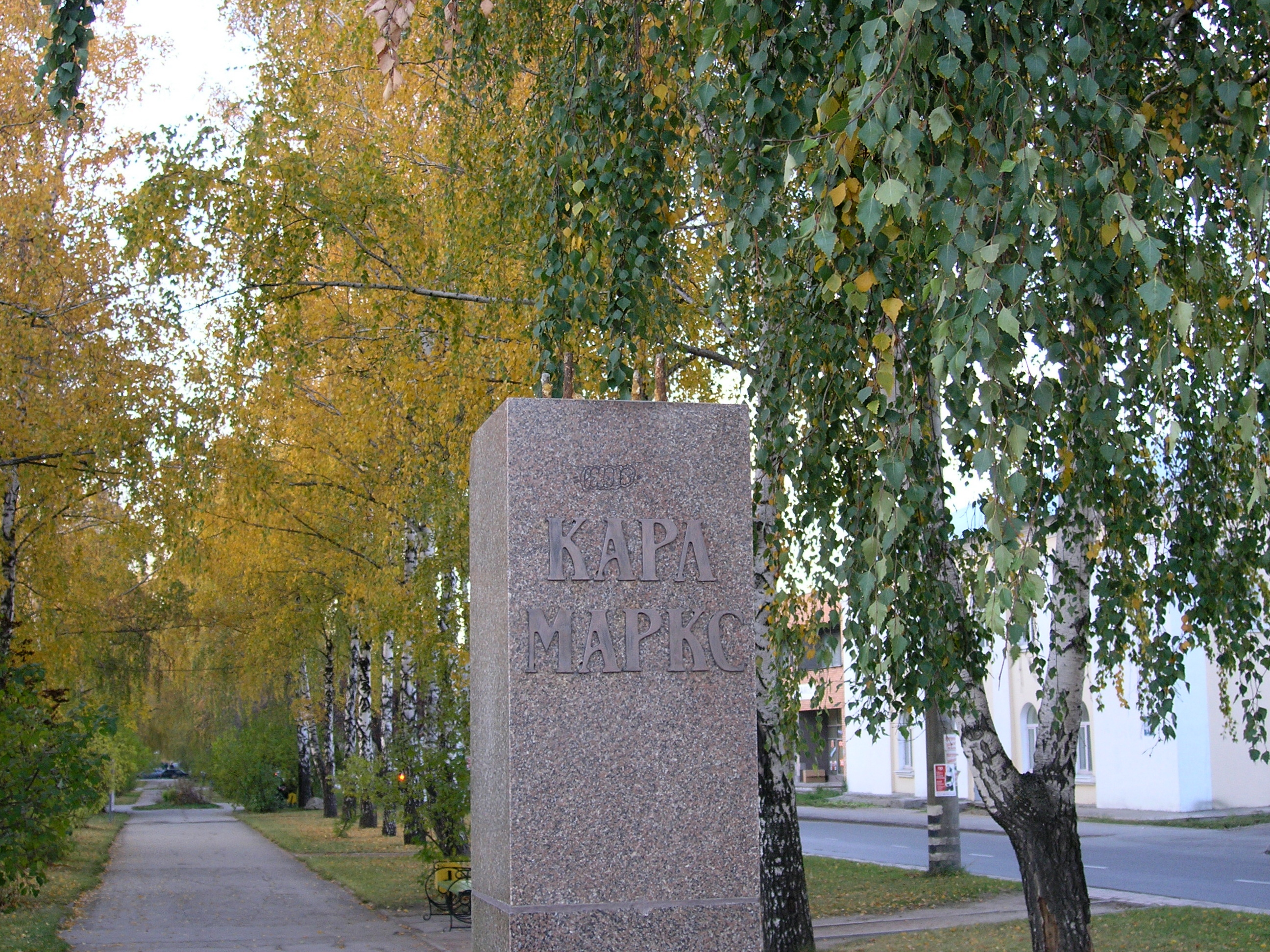
То, что осталось после вандалов

Памятник был открыт 5 мая 1989 года. Это было подарком городу со стороны скульптора Бурмистенко.
В конце августа 2007 года бюст был похищен вандалами. Спустя некоторое время скульптурный портрет был найден, но в очень плохом состоянии. Тонкий алюминий сильно деформировался, в области лица появились прорывы. Первоначально предполагалось, что восстановлению памятник не подлежит.
Однако за восстановление взялся специалист по металлу Виктор Фомин, друг скончавшегося к этому времени Игоря Бурмистенко. Насколько было возможно он восстановил изваяние, после чего превратил его в форму для изготовления нового, отлитого полностью из бронзы. Все работы были проделаны мастером бесплатно в память о друге-скульпторе. Из городского бюджета был оплачен только материал.
1 ноября 2007 года бронзовый памятник был установлен на прежнее место, но снабжен антивандальными креплениями.